# 빈형
빈형(臏刑)은 무릎쪽 슬개골만 절단하여 걸어다니지 못하게 하는 형벌이다. 과거 중국 춘추전국시대의 손빈은 방연의 모함으로 빈형을 당한 바 있다.

## 같이 보기
- 신체형